# 第一次猶太–羅馬戰爭
第一次猶太–羅馬戰爭，亦稱大起義（希伯來語：המרד הגדול‎，ha-Mered Ha-Gadol）或猶太人大起義，是位於地中海東岸黎凡特的猶太人在公元66年至74年間對抗羅馬帝國和傀儡希律王朝統治的一連串戰爭大規模的起義。历史上第一次的猶太-羅馬戰爭（公元66-73年）以及巴爾·科赫巴起義（公元132-136年）為猶太愛國者的起義，試圖恢復猶太人國家的獨立性。猶太叛軍参加者主要为农民、手工业者和奴隶，组成反抗組織奮銳黨和短劍黨（音譯作西卡里）。

## 历史

### 起因

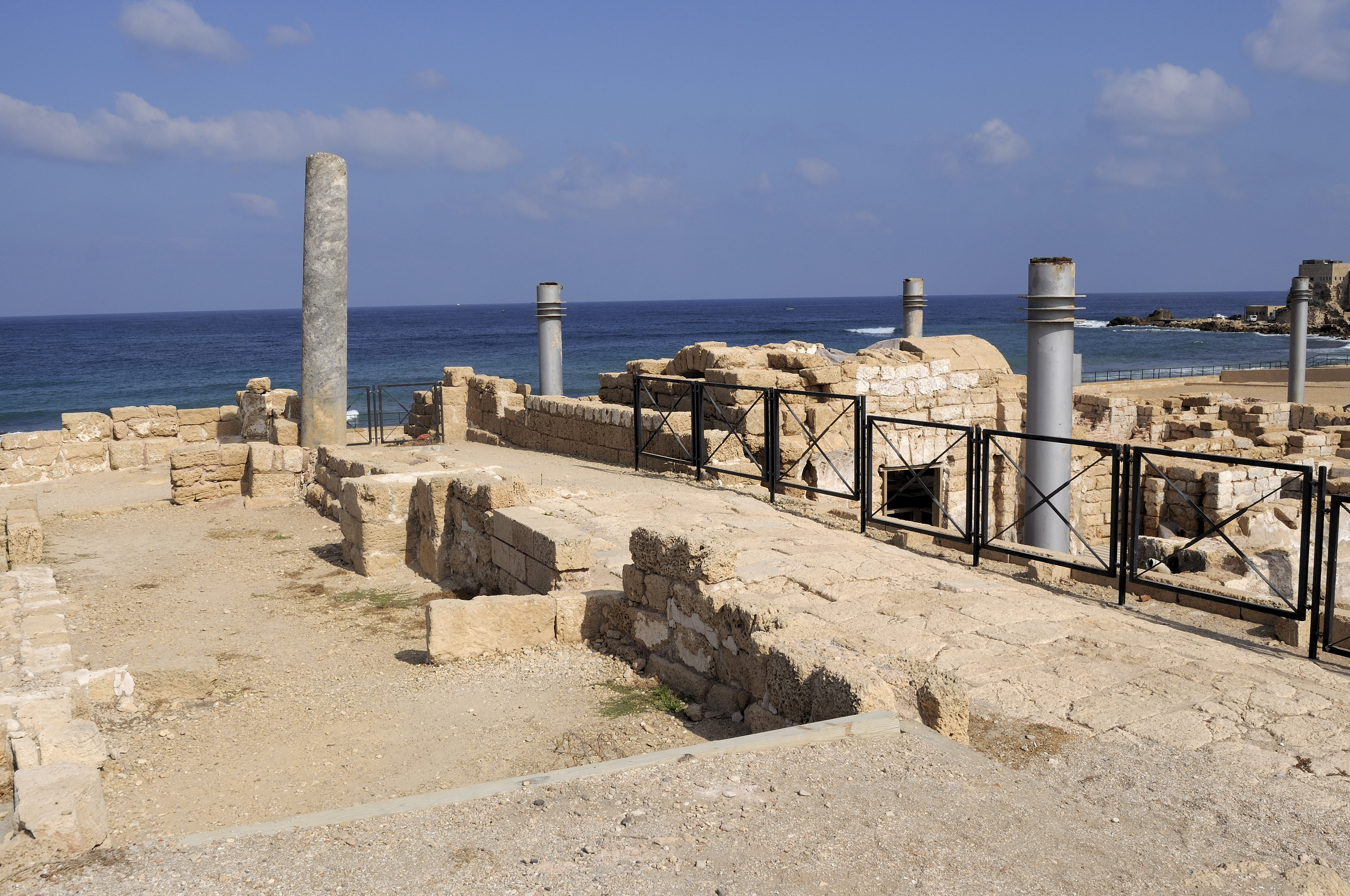
凱撒利亞遺跡

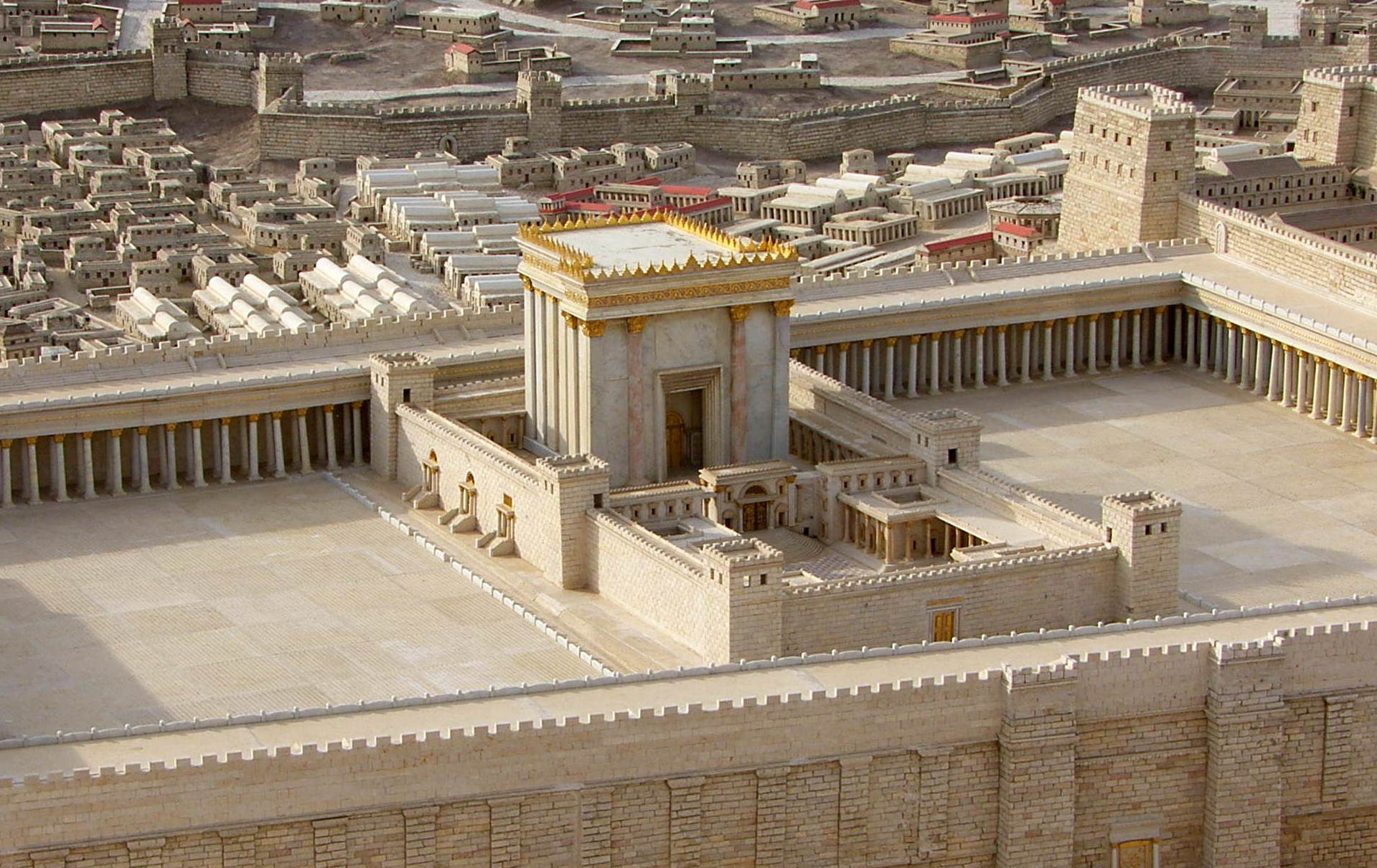
公元一世紀聖殿山的比例重建模型，第二聖殿位於中心，安東尼亞堡壘位於右上方

公元66年5月，凱撒利亞爆發種族暴力事件。當地猶太人試圖從一位擁有猶太教堂旁的土地的希臘人手中購買土地。儘管出價遠高於土地價值，但土地所有者拒絕了，而是在現場建造了作坊，阻礙了教堂出入。當年輕的猶太人試圖阻止這項建設時，猶太行省羅馬總督格西烏斯·弗洛魯斯代表希臘人進行了干預。一些知名猶太人隨後向弗洛魯斯提供了8塔蘭同（貨幣），要求他停止這項工作，弗洛魯斯接受了這筆錢，然後前往塞巴斯特，但沒有阻止這項工程。第二天，也就是安息日，一名當地希臘人在猶太教堂的入口處的夜壺裡獻祭了一隻鳥，此舉導致猶太人和希臘人社群之間發生暴力衝突。羅馬騎兵試圖干預但沒有成功，去塞巴斯特向總督投訴此事的猶太人則被逮捕。
不久之後，耶路撒冷爆發了進一步的暴力事件，總督弗洛魯斯以「政府用途」為藉口從聖殿金庫中取走了17塔蘭同。這引起了人群的抗議和嘲笑，有些人嘲笑弗洛魯斯，傳遞一個籃子給他收集施捨。在猶太公會拒絕交出那些嘲笑他的人後，總督率領一支軍隊前往耶路撒冷，命令軍隊洗劫上集市，在那裡羅馬人鞭打、釘死（十字架）和殺害了3,600多人，其中包括屬於羅馬騎士階級的人依法可以免於遭受這種羞辱。弗洛魯斯的部隊的行動超越了原先的命令，影響了更大的區域，他們進行了搶劫並俘虜。當時正在訪問這座城市的前任猶太附庸國王希律亞基帕一世的女兒貝勒尼基懇求弗洛魯斯停止暴行，但根據猶太歷史學家約瑟夫斯的說法，她隨後受到了羅馬軍團士兵的威脅。
當城裡的猶太人去迎接兩隊從凱撒利亞來的羅馬軍團大隊時發生了第二次屠殺。弗洛魯斯的部隊以沉默回應了這一問候。當一些猶太人憤怒地做出反應時，士兵們發動了攻擊，引發了踩踏事件，許多人在試圖到達安東尼亞堡壘（羅馬驻军總部）時喪生。弗洛魯斯試圖親自進入堡壘，但被憤怒的民眾阻攔，他們也摧毀了第二聖殿和堡壘之間的門廊，切斷了它們之間的通道。最終，總督帶著大部分軍隊逃離了耶路撒冷，留下了一隊大隊作為駐軍。
終於，猶太附庸國王希律亞基帕二世從埃及行省亞歷山大港趕來平息動亂。在了解最新情況後，敘利亞行省總督塞斯提烏斯·加盧斯派遣使者前往猶太行省，使者首先在亞夫內諮詢了亞基帕二世，以獲得更客觀的了解。使者隨後與亞基帕二世一起前往耶路撒冷，在聖殿中獻祭，並檢討了弗洛魯斯行為的後果，然後返回報告稱，猶太人忠於羅馬，但只反對總督弗洛魯斯。亞基帕二世在王妹貝勒尼基的陪伴下向民眾發表講話，呼籲民眾克制並敦促他們不要反叛。他承認羅馬統治的缺陷，但強調一個小國無法對抗一個帝國。
最初，亞基帕似乎成功說服耶路撒冷人民不要對羅馬發動戰爭。演講結束後，亞基帕和他的妹妹貝勒尼基哭了，人群宣稱他們不是在與羅馬開戰，而是在與弗洛魯斯開戰。亞基帕警告說，拒絕納貢並拆除連接安東尼亞堡壘和聖殿的門廊構成了叛亂，敦促他們恢復原狀並繳納稅款，以避免進一步的指控。人們相信了這一點，便開始重建，官員們也收回了所欠的40塔蘭同。然而，當亞基帕試圖說服他們服從弗洛魯斯，直到任命新的羅馬總督時，他和他的妹妹貝勒尼基被迫在辱罵和石刑的攻擊下恥辱地離開這座城市。
隨後，僅次於羅馬總督和希律王室的猶太公會與大祭司和法利賽人試圖勸阻民眾不要反抗羅馬，但他們的努力並沒有成功。然後，他們請求總督弗洛魯斯和亞基帕二世派遣軍隊前往耶路撒冷，試圖平息起義。作為回應，亞基帕二世派遣2,000名騎兵前往耶路撒冷。這些騎兵與猶太溫和派一起控制了上城，而下城和聖殿山則落入以利亞撒·本·哈拿尼雅追隨者的控制。經過幾天的戰鬥，叛軍佔領了上城，迫使溫和派躲進希律宮殿（總督府），其他人則逃跑或躲藏起來。叛軍隨後放火燒了前任大祭司亞拿尼亞的家、亞基帕和貝勒尼基的宮殿，以及保存債務記錄的公共檔案館。這項行為通常被視為反映了社會經濟因素在起義中的重要性；透過銷毀檔案，叛亂分子試圖獲得耶路撒冷窮人和債務人的支持。
叛軍經過兩天的圍攻，迅速佔領了驻军總部安東尼亞堡壘，繳獲了火砲並屠殺了堡壘的所有罗马士兵。在米納赫姆·本·猶大和他的短劍黨的增援下，他們襲擊並佔領了希律宮殿，然後同意與溫和派和亞基帕二世的軍隊停火，但拒絕與羅馬軍隊講和 。羅馬人撤退到城市西北角、宮殿正北的法塞爾塔、希皮庫斯塔和米利暗塔，在那裡又堅守了11天。在此期間，米納赫姆的手下抓獲並殺死了前任大祭司亞拿尼亞和他的兄弟。後來，在9月中旬，當被圍困的羅馬士兵交出武器投降以換取安全通道時，叛軍屠殺了他們，只留下了他們的指揮官梅蒂利烏斯，因他發誓皈依猶太教並接受割禮。
隨著耶路撒冷事件升級，在叛軍屠殺羅馬駐軍發生的“同一天，同一時刻”，種族暴力蔓延至猶太行省、敘利亞行省和鄰近行省。根據約瑟夫斯的說法，凱撒利亞的非猶太人對當地猶太人進行了種族清洗，造成約20,000人死亡。其餘倖存者被總督弗洛魯斯逮捕。埃及亞歷山大也爆發了暴力事件，希臘人襲擊了聚集在圓形劇場的猶太人，活捉了一些猶太人，並引發了衝突，令城中其他猶太人的報復。埃及行省總督提比略·尤利烏斯·亞歷山大是一名放棄了信仰猶太教和祖先傳統的猶太人，他部署驻军對抗猶太人，導致數萬人死亡。同時，猶太叛軍控制了耶利哥附近的堡壘和比利亞的堡壘。

### 戰鬥

#### 叛軍伏擊

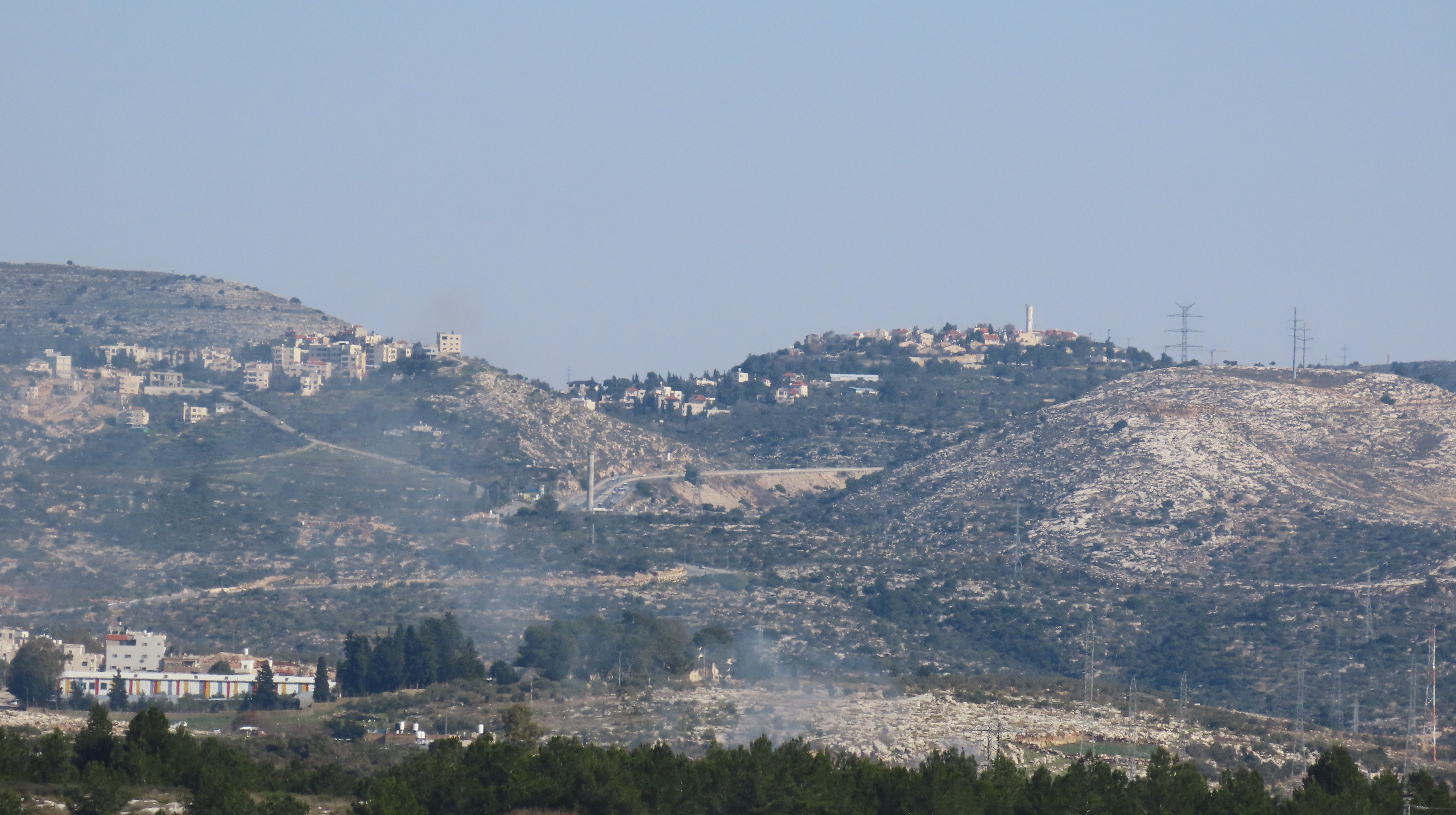
66年秋季，猶太叛軍在這條路上伏擊了加盧斯率領的撤退中的羅馬軍隊，殲滅了相當於一個軍團的兵力。

見事態失控，敘利亞行省總督加盧斯決定進軍猶太。他率領一支來自安提阿的軍隊，包括第十二雷電軍團、駐紮在敘利亞的其他三個羅馬軍團各2,000名士兵、六個步兵大隊和四個騎兵部隊。但加盧斯見叛軍士氣高漲，於是撤退。在從耶路撒冷撤退到沿海平原的途中（貝索隆鎮），軍隊遭到大批猶太叛軍步兵的伏擊。由西蒙·巴爾·喬拉、以利亞撒·本·西蒙和其他叛軍將領領導的猶太叛軍成功擊敗了羅馬軍團，羅馬軍團因此遭受了慘敗，約6,000名羅馬士兵陣亡，軍團的的象徵阿奎拉被俘，大部分羅馬軍隊潰不成軍，逃離戰場。同時，一個可能與猶太公會同時運作的民眾議會 在耶路撒冷聖殿召開會議，並建立了一個由貴族領導的猶太臨時政府。

#### 帝國的反擊

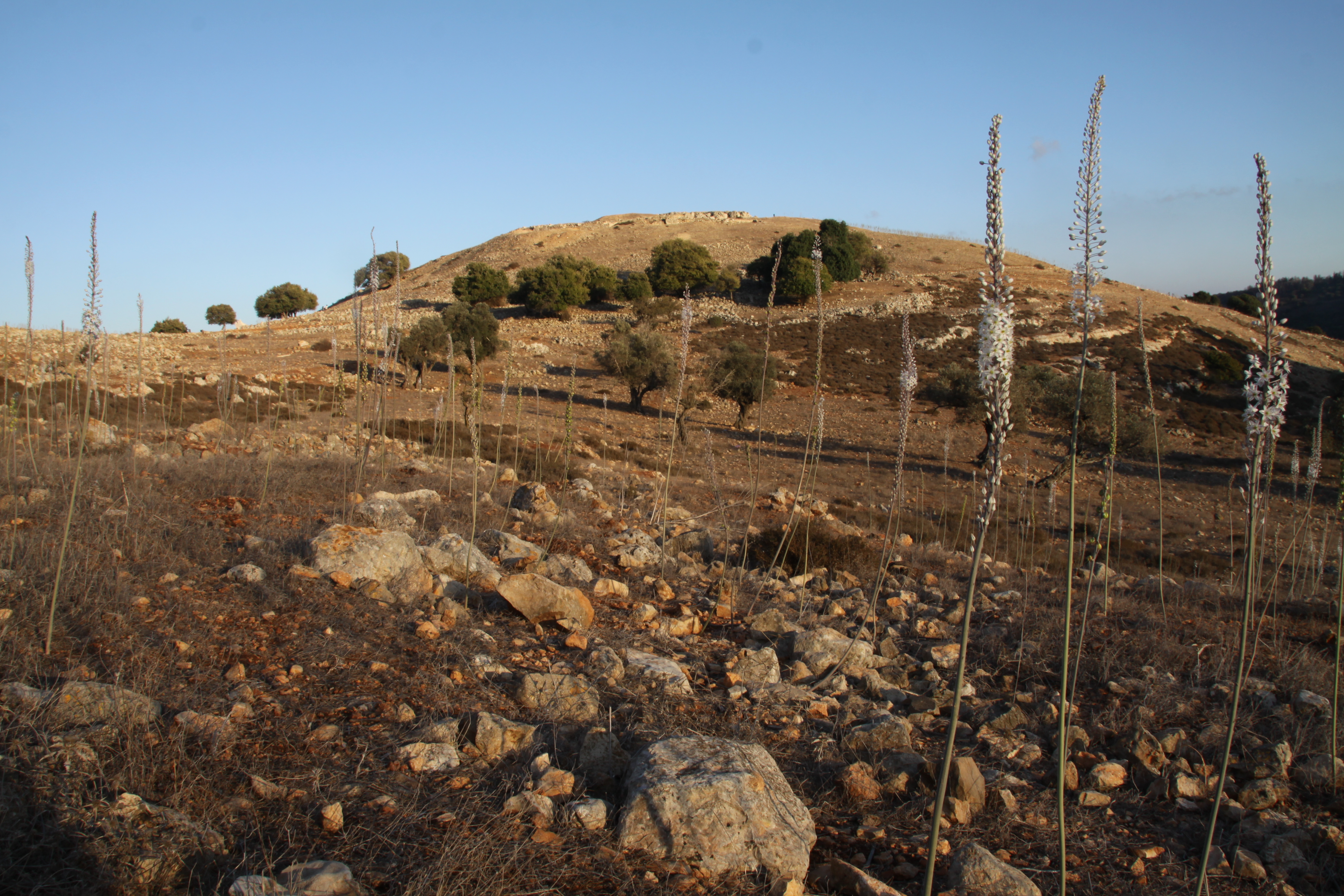
約德法特遺跡

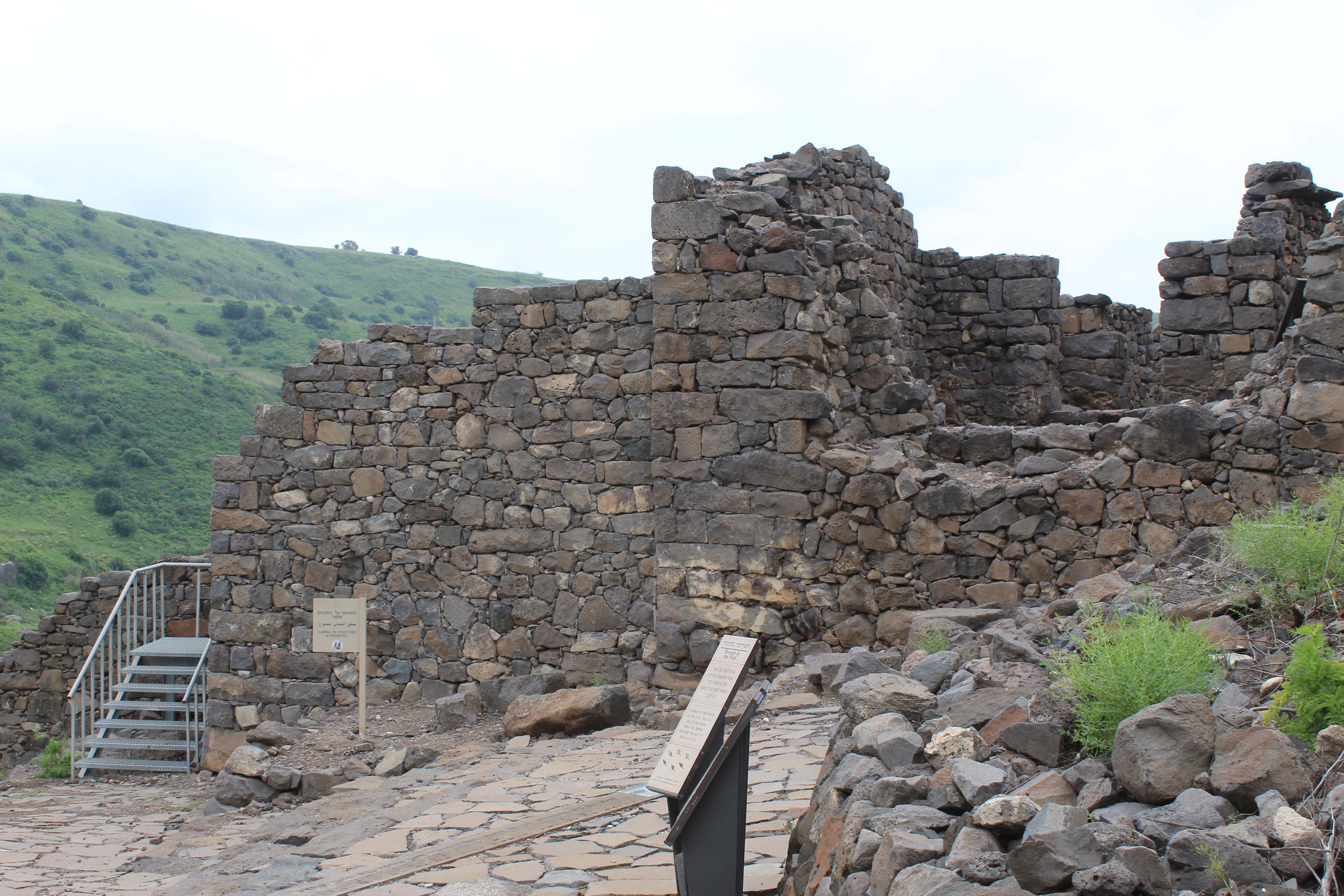
加姆拉遺跡

在加盧斯戰敗後，罗马皇帝尼禄派經驗豐富的指揮官韦斯巴芗前往镇压，維斯帕先隨後從亞該亞行省首府科林斯經陸路前往敘利亞行省，集結了一支包含三個完整軍團的軍隊：第五馬其頓軍團和第十海峽軍團，這兩個軍團都曾在亞美尼亞和波斯帕提亞帝國作戰，後者駐紮在敘利亞地區。第十五阿波羅軍團也參與了羅馬－帕提亞戰爭，由維斯帕先27歲的長子提圖斯從亞歷山大港駐地開往腓尼基。羅馬軍隊得到了23個輔助軍大隊和6個騎兵隊的支援，這些部隊可能來自敘利亞。
由於無法在戰場上與戰力極高的完整羅馬軍團直接對抗，猶太人撤退到他們的城市和村莊，迫使羅馬人圍攻鎮壓。67年初夏，很快加利利地區的首府塞佛瑞斯，也是繼耶路撒冷之後以色列地區境內第二大猶太城市，向羅馬人投降。加巴拉在羅馬軍隊第一次進攻中就被佔領，由於對猶太人的仇恨和對加盧斯戰敗的記憶，加巴拉所有男性都被屠光。這座城市和周圍的村莊被焚毀，倖存者淪為奴隸。羅馬人隨後轉而進攻約德法特，約德法特在經過47天的圍攻後淪陷，當羅馬軍隊最終佔領這座城市時，他們屠光了所有人，並追捕其餘躲藏的人；約瑟夫斯估計有40,000人死亡，但現代估計表明約有2,000人被殺，1,200名婦女和嬰兒被俘虜。大約在同一時間，提圖斯率領軍隊摧毀了附近的伊阿菲亞村莊，據說那裡除嬰兒外所有男性居民都被屠光，婦女被賣為奴隸。
希律亞基帕二世領地境內一座猶太人佔多數的城市提比里亞未經抵抗就向羅馬人投降了。城中的居民分為支持起義的派系和支持羅馬的派系，當羅馬軍隊逼近提比里亞時，支持羅馬的派系佔了上風。羅馬軍隊隨後進攻戈蘭高地南部陡峭岩石海角上的一座設防城市加姆拉。作為亞基帕二世領地的一部分，這座城市最初效忠羅馬，但後來轉向效忠叛軍，並鑄造了自己的起義硬幣。儘管羅馬人傷亡慘重，但這座城市最終還是在公元67年10月經過圍攻後被攻陷，並且從未重新定居。羅馬軍隊也佔領了塔沃爾山上的堡壘。在上加利利的小鎮古什哈拉夫，叛軍領袖約翰·吉斯卡拉試圖談判投降，但在提圖斯給予的短暫安息日休整期間，他與追隨者一起逃走了。當提圖斯返回時，這座城市向羅馬人投降了。另一支羅馬軍隊重新奪回了雅法，結束了加盧斯撤退後在猶太海岸的叛亂。
68年1月，加達拉（比利亞的首府）的領導人派遣代表團向維斯帕先請求投降。當代表團出發時，反對投降的人殺死了一名主要公民並逃跑了。剩下的居民拆除了城牆，讓羅馬軍隊進城並駐軍。同時，反對投降的人試圖在附近的貝瑟納布里斯尋求支持，被羅馬軍隊擊敗。倖存者在耶利哥尋求庇護，但在約旦河附近遭到羅馬人屠殺，據報道有超過15,000人被殺，許多人溺死或被俘。
68年春，維斯帕先系統性地鎮壓了通往耶路撒冷途中的定居點，推遲了圍城戰，以便從春季收穫中收集物資，並削弱內部派系。佔領安提帕忒斯城後，維斯帕先繼續進攻，燒毀並摧毀了附近的城鎮，並將投降的居民重新安置在盧德和亞夫內。68年4月，他派遣第五马其顿军团駐紮在以马忤斯。從那裡，他推進到伯利普特法，燒毀了該地區和以土買的部分地區，然後佔領了貝特古夫林和卡法托巴，據報道羅馬人屠殺了10,000多人，俘虜了1,000人。5-6月間，他在科里亞紮營，穿過撒馬利亞的瑪巴大，向耶利哥推進，與攻占比利亞的部隊會合。比利亞的倖存者逃往耶利哥，但隨著羅馬軍隊的逼近，他們放棄了耶利哥，耶利哥因此為一座空城。羅馬人隨後在盧德以東的耶利哥和阿迪達駐紮了駐軍。
維斯帕先亦造訪了死海，在那裏他進行了一項實驗，把不會游泳的人雙手綁在身後丟進死海裏測試海水的浮力。

## 叛軍内訌
當羅馬人在加利利的戰役接近尾聲時，耶路撒冷因湧入的難民和叛軍而變得擁擠不堪，陷入了動盪和暴力的狀態。奮銳黨是溫和派政府的反對者，這是一支致力於嚴守宗教儀式的祭司派系，並試圖推翻溫和派臨時政府。奮銳黨以與羅馬人密謀的罪名逮捕了該市的一些知名人士，並將其處決。他們也控制了聖殿，廢除了從貴族祭司家庭中選出大祭司的傳統做法。相反，透過抽籤選出了一位新的大祭司法尼亞斯·本·塞繆爾。根據約瑟夫斯的說法，法尼亞斯既缺乏高級祭司血統，也不了解這一職位。這些行動表明，叛亂分子不僅要推翻羅馬統治，還要對猶太政體的社會和經濟結構進行革命性變革。許多猶太人重新效忠羅馬，他們要麼因為與前政府的關係而面臨個人危險，要麼因為對革命領導人感到失望；其他人則透過付出代價來確保自己的離開。維斯帕先從逃兵口得知耶路撒冷發生的事件後，決定不進軍耶路撒冷，根據約瑟夫斯的說法，他聲稱這是上帝讓猶太人在沒有羅馬人干預的情況下自我毀滅。

## 帝國內戰
68年6月8日，罗马皇帝尼禄自殺身亡，路格杜努高盧行省總督加爾巴進軍羅馬，在位僅幾個月後就被他的對手奧托謀殺，日耳曼的羅馬軍團將領維特里烏斯出兵反對奧托，在貝德里亞庫姆戰役中打敗了他，奧托自殺。
69年7月1日，維斯帕先被帝國東方行省諸將領擁立為皇帝，出兵反對維特里烏斯。韋斯帕薌前往亞歷山大港，隨後前往羅馬城鞏固自己的地位，因此猶太地區的軍事行動被暫停了一段落。戰爭的指揮權移交給提圖斯。69年12月，維特里烏斯被維斯帕先的部隊打敗，並且在羅馬城被民眾俘虜後拖到周圍遊街並斬首示眾，維斯帕先於69/70年冬天被正式推選為皇帝。曾預言維斯帕先會掌權的約瑟夫斯最終被釋放。

## 耶路撒冷圍城戰

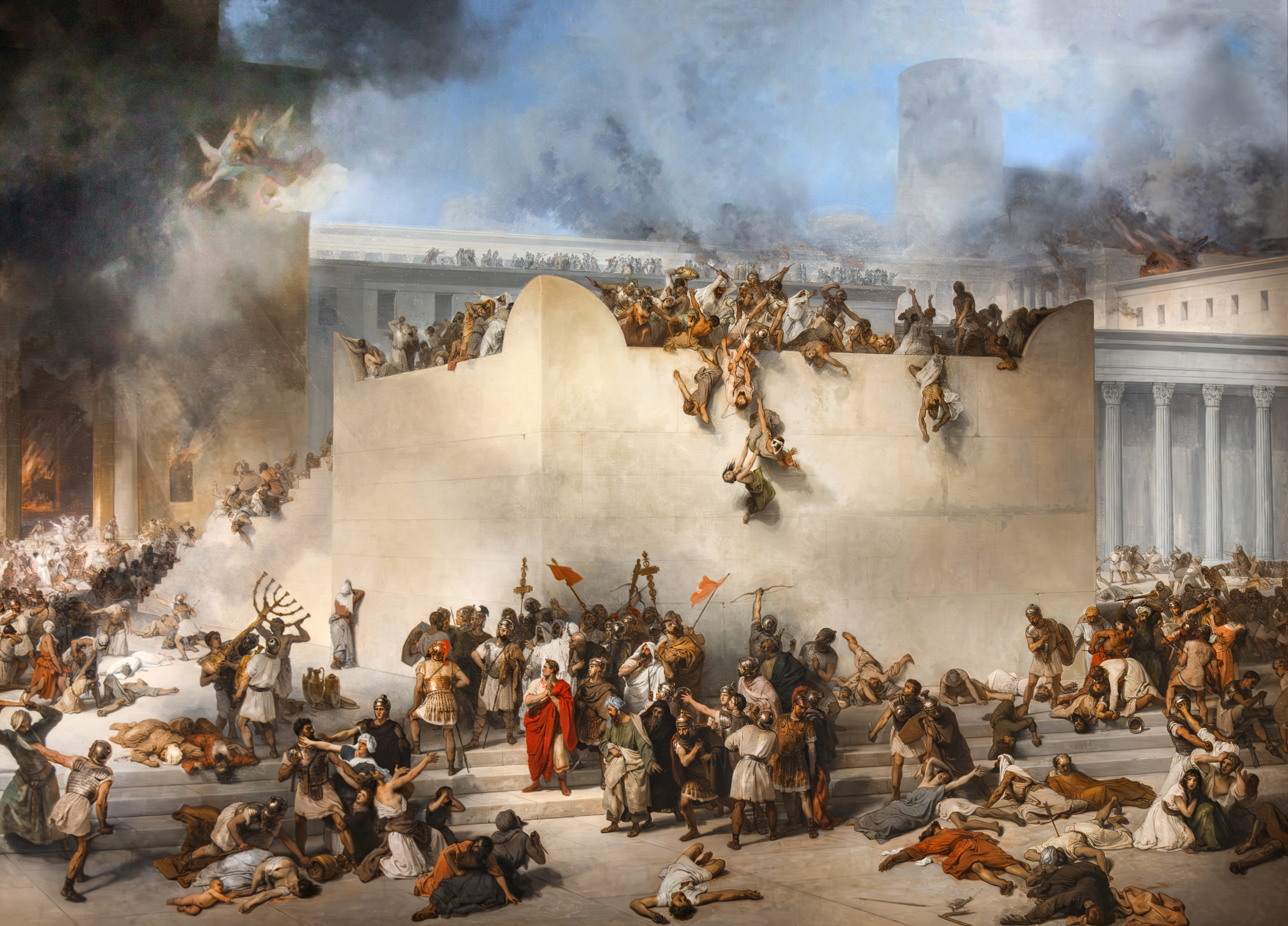
意大利画家弗朗切斯科·阿耶兹於1867年所繪的摧毀耶路撒冷聖殿圖

## 相關
公元131年，猶太人在巴爾·科赫巴的帶領下，起义再度爆发，罗马皇帝哈德良派军镇压；公元135年，罗马军队又攻陷耶路撒冷，几十万犹太人被杀，幸存者多流徙异地至今。
許多資料使用了「猶太-羅馬戰爭」指涉第一次的猶太戰爭（公元66-73年）和巴爾·科赫巴起義（公元132-136年），亦有其他資料將基多斯戰爭（公元115-117年）也囊括進「猶太-羅馬戰爭」之中；基多斯戰爭是一個民族-宗教的衝突，然而戰事大多在猶太省以外進行。